# Mociuleanka, Berezne
Mociuleanka (în ucraineană Мочулянка) este un sat în comuna Hubkiv din raionul Berezne, regiunea Rivne, Ucraina.

## Demografie
Componența lingvistică a localității Mociuleanka
     Ucraineană (100%)
Conform recensământului din 2001, toată populația localității Mociuleanka era vorbitoare de ucraineană (100%).